# SSPARS

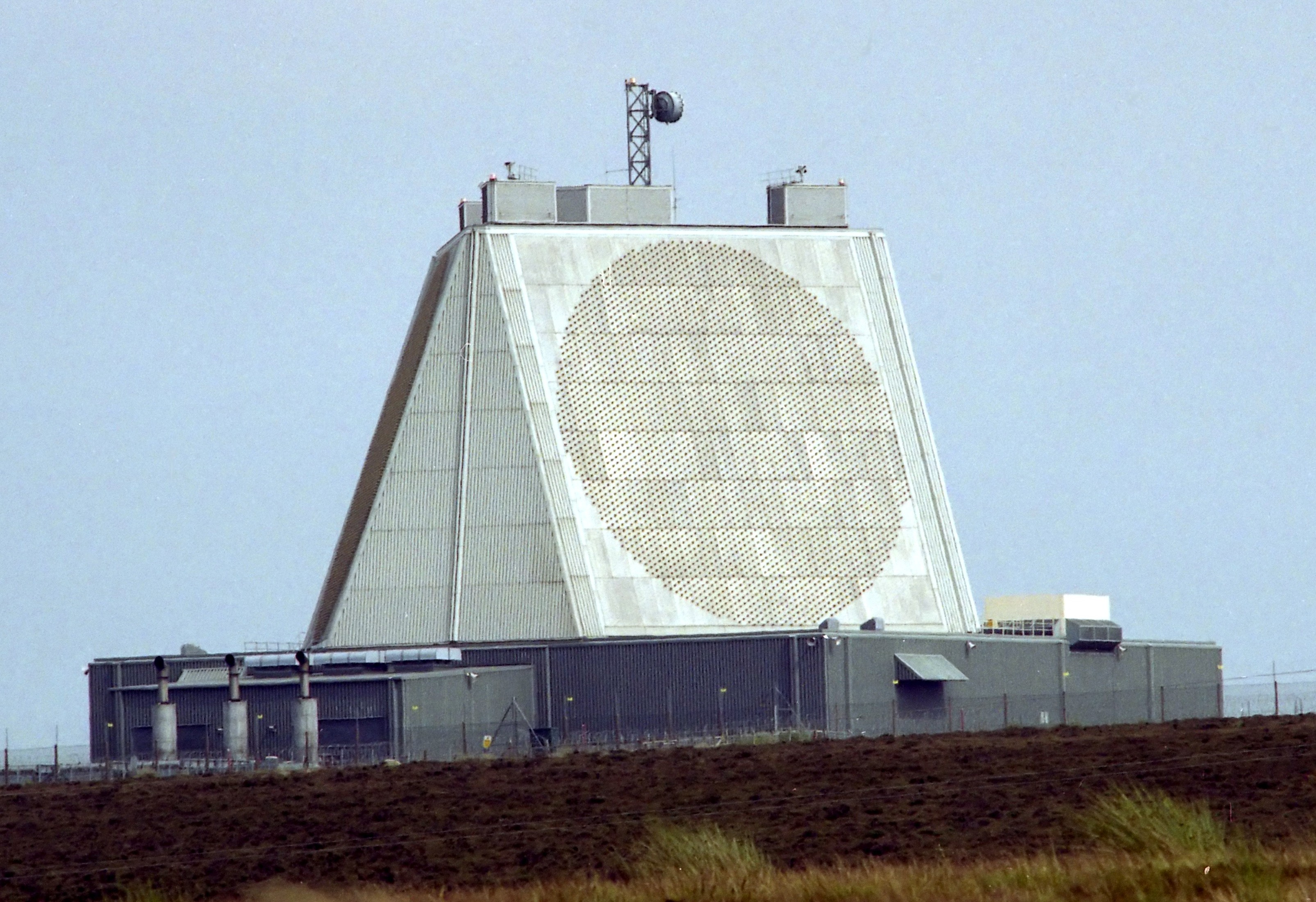
영국 파일링데일스 공군기지의 AN/FPS-132 레이다. AN/FPS-126에서 업그레이드 되었다. 3면으로 되어 120도씩 360도를 감시한다.

SSPARS는 미국의 위상배열 대공 레이다다. Solid State Phased Array Radar System의 준말이며, 항공기, 탄도미사일등을 감시한다.

## AN/FPS-132

레이다의 커버 영역

- 탐지거리: 3,000 해리(5,556 km), 한면당 120도 각도
- 제작사: 레이시온
- 주파수: UHF

## 카타르
2013년 7월 29일, 미국 국방부 DSCA는 카타르에 AN/FPS-132 Block 5 조기경보레이다를 11억 달러에 FMS 계약으로 수출할 것이라고 미국 의회에 통보했다.
2016년 기준으로, AN/FPS-132가 미국 최신형 조기경보레이다이며, 러시아의 최신형은 보로네즈 레이다이다. 둘 다 UHF 주파수를 사용한다.
구버전인 AN/FPS-115 페이브 포스가 2013년 대만에 14억달러에 설치된 수출기록이 있다. 구형 AN/FPS-115와 최신형 AN/FPS-132 모두 UHF 주파수를 사용하며, 탐지거리는 3,000 해리라고 알려져 있다.

## 같이 보기
- 전구 고고도 지역방어(THAAD)
- 애로 미사일
- M3R 레이다
- J/FPS-5